# 改革左翼网络
改革左翼网络（德語：Netzwerk Reformlinke）是德国左翼党的一个派系。2002年10月，被普遍评价为“左转”的民主社会主义党格拉代表大会举行后，民主社会主义党的一些改革派政治人物组成改革左翼网络。该派系的目标是“革新”政党，主张更加关注选举和获得公职。